# 日米防衛協力のための指針
日米防衛協力のための指針（にちべいぼうえいきょうりょくのためのししん、英語: Guidelines for Japan-U.S. Defense Cooperation）は、日米安保条約に基づく防衛協力の具体的なあり方を取り決めた文書である。通称ガイドライン 。
1978年11月、日米防衛協力小委員会でソビエト連邦の日本侵攻を念頭にして策定された。1997年9月、朝鮮半島有事を想定して改定された。 2015年4月27日、再改定が日米安全保障協議委員会で了承された。